# فوروکاوا الکتریک
فوروکاوا الکتریک (به ژاپنی: 古河電気工業株式会社) شرکت تجهیزات الکتریکی ژاپنی است، که در زمینه تولید لوازم الکترونیکی خودرو، کابل‌های برق، سیم‌های مسی، سیم‌کشی الکتریکی، قطعات الکترونیکی، فیبرهای نوری و تولید قطعات آلومینیمی فعالیت می‌کند.
شرکت فوروکاوا الکتریک در سال ۱۸۸۴ در شهر یوکوهاما راه‌اندازی شد و در حال حاضر دارای ۶ کارخانه تولیدی بوده و محصولاتش را در آمریکای شمالی، اروپا و آمریکای جنوبی عرضه می‌دارد. این شرکت هم‌اکنون هفتمین تولیدکننده انواع سیم و کابل در جهان می‌باشد.
دفتر مرکزی فوروکاوا الکتریک در منطقه مارونواوچی شهر چیودا، توکیو قرار دارد و بخشی از سهام آن در بازار بورس توکیو معامله می‌شود.
مستر تراست بانک با ۳٫۸٪ درصد، نیپون لایف با ۱٫۶٪ درصد، میزوهو بانک با ۳٫۲٪ درصد، فوجی الکتریک با ۱٫۵٪ درصد و ژاپن تراستی سرویس بانک با در اختیار داشتن ۳٫۸٪ درصد از سهام فوروکاوا، بزرگترین سهام‌داران آن به‌شمار می‌آیند.